# Foncea
Foncea ist ein spanischer Ort und eine Gemeinde (Municipio) in der Region La Rioja mit 93 Einwohnern (Stand: 2024). 

## Lage
Foncea liegt etwa 48 Kilometer südwestlich von Vitoria-Gasteiz und etwa 65 Fahrtkilometer westnordwestlich von Logroño in einer Höhe von 695 m.

## Bevölkerungsentwicklung
| Jahr      | 1960 | 1970 | 1981 | 1991 | 2001 | 2011 | 2021 |
| Einwohner | 306  | 218  | 148  | 157  | 119  | 102  | 98   |

Infolge der Mechanisierung der Landwirtschaft und des daraus resultierenden geringeren Arbeitskräftebedarfs ist die Zahl der Einwohner seit der Mitte des 20. Jahrhunderts deutlich zurückgegangen.

## Sehenswürdigkeiten
- alter Turm
- Michaeliskirche
- Christuskapelle

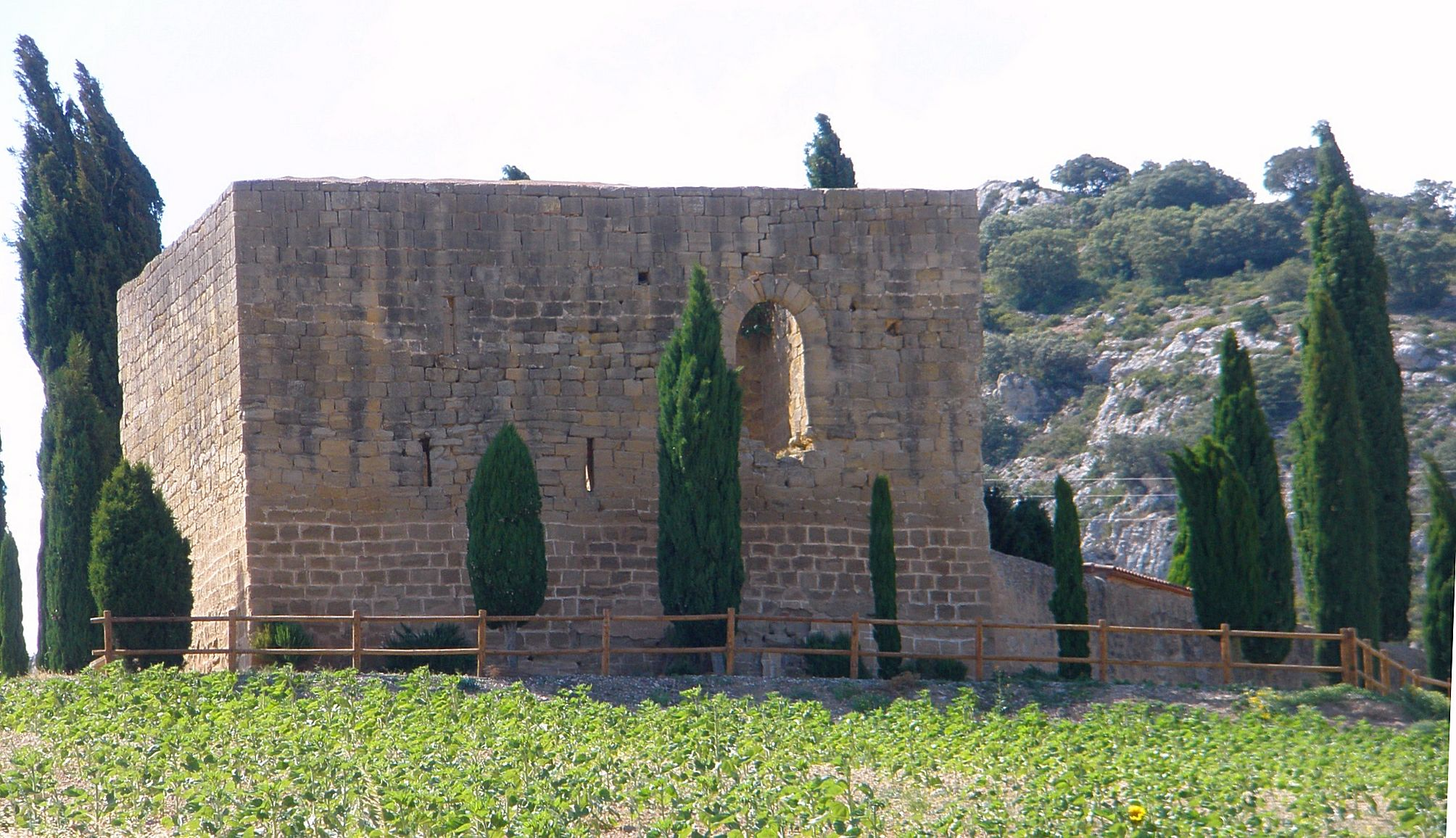
Alter Turm
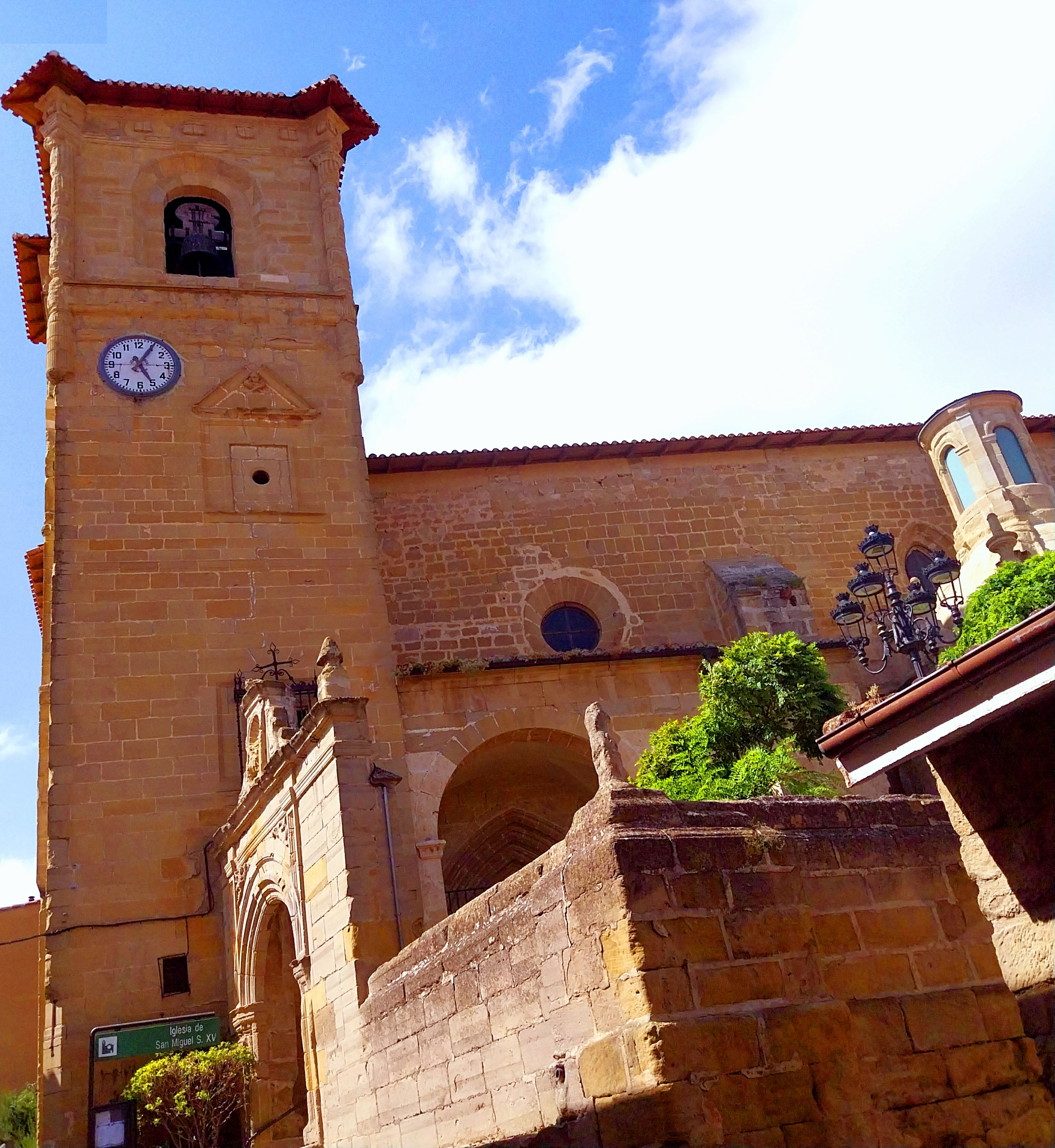
Michaeliskirche
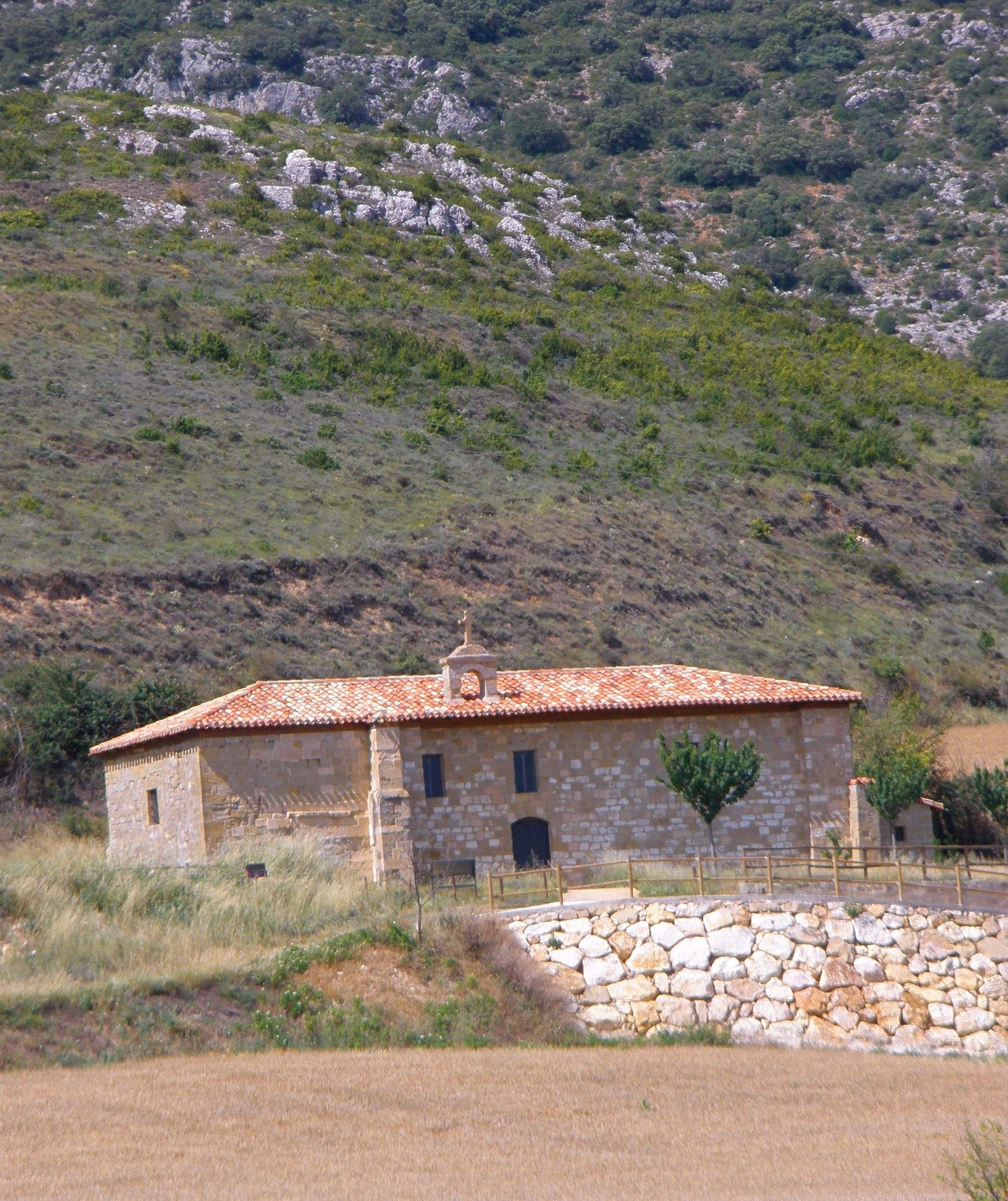
Christuskapelle
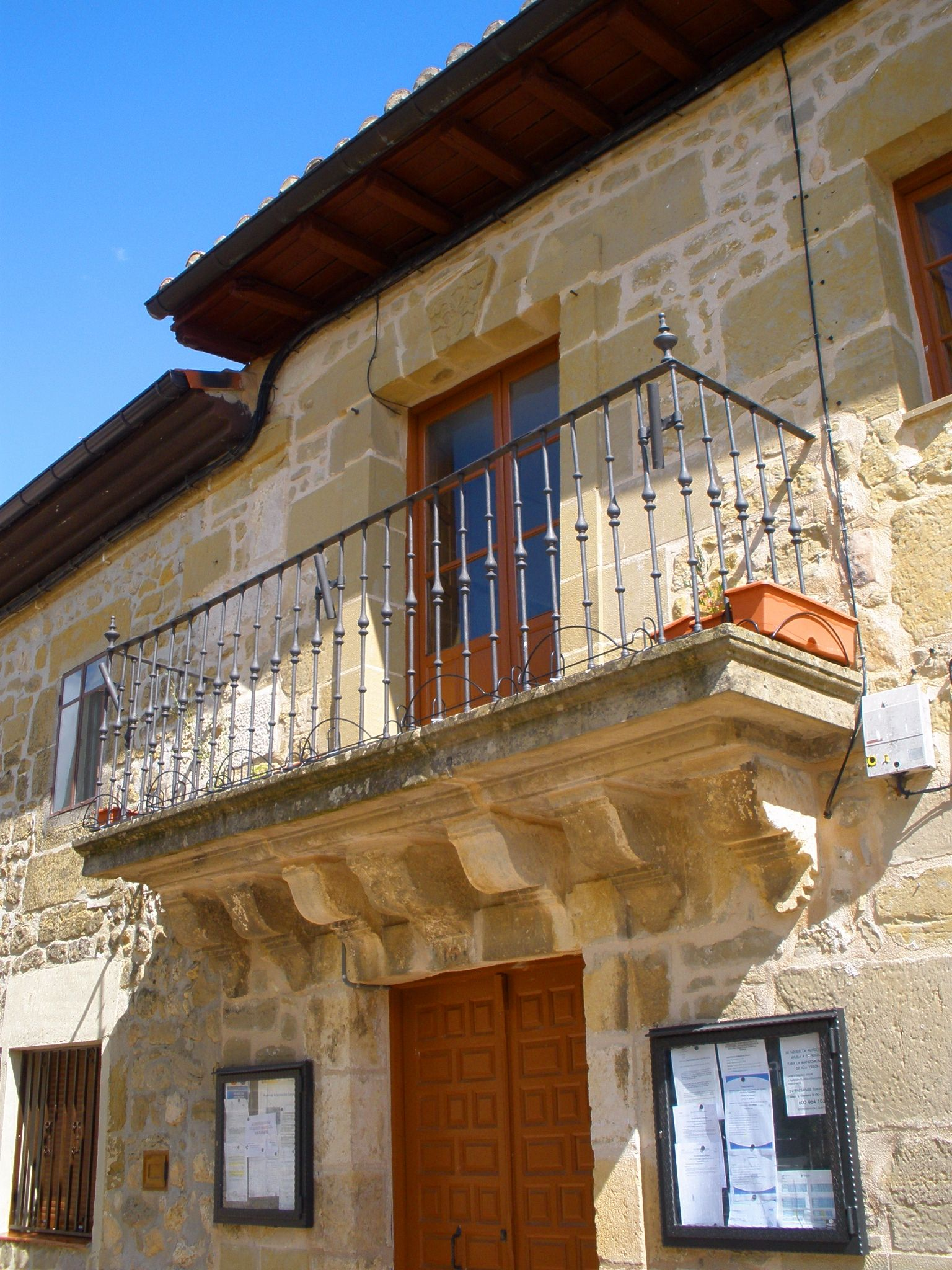
Rathaus